# 1897年香港
|        | 香港歷史 \| 香港歷史年表                                                                                                   |
| 世紀： | 18世紀香港 \| 19世紀香港 \| 20世紀香港                                                                                     |
| 年代： | 1860年代香港 \| 1870年代香港 \| 1880年代香港 \| 1890年代香港 \| 1900年代香港 \| 1910年代香港 \| 1920年代香港               |
| 年份： | 1893年香港 \| 1894年香港 \| 1895年香港 \| 1896年香港 \| 1897年香港 \| 1898年香港 \| 1899年香港 \| 1900年香港 \| 1901年香港 |
| 紀年： | 丁酉年（鸡年）、香港開埠56周年                                                                                             |

## 大事記
- 1月22日，新任駐美國、日本及秘魯3國大臣伍廷芳返港探親。[1]
- 3月14日，一名苦力涉謀殺妻子提堂，全體陪審員在證據確鑿下錯誤信納辯方證人供詞，一致裁定罪名不成立，法庭只好將被告當庭釋放，被告本人也難以置信，猶豫應否離開法院，主審的大法官為此大發雷霆。[2]
- 3月30日，當局委任香港警察隊長梅含理兼任監獄長。[1]
- 4月3日，渣打銀行、滙豐銀行及中華滙理銀行分別發鈔186萬、583萬及34萬港元。[1]
- 5月15日，頒佈《合伙經營條例》及《繼承條例》。[3]
- 6月4日，香港澳大利亞東方船務公司與澳門政府簽約，開通香港至澳門及帝汶的海上航綫。[1]
- 6月5日，港府下令廢除華人夜行攜燈或燈籠及夜行證制度。[3]
- 6月10日，頒佈《保護婦女條例》。[1]
- 6月20至21日，香港慶祝英女皇維多利亞登基60周年，市面有會景巡遊及舞龍舞獅，全港張燈結綵，洋溢熱鬧氣氛。[2]
- 6月21日，警察司梅含理接獲線報，揭發香港開埠以來最大宗開賭貪污案，涉貪警官及警員多達百餘人，並破獲大批珠寶首飾及起出受賄總帳簿。因這一案件牽連甚廣，影響了港英政府的聲譽，政府便竭力隱瞞真相，化大為小，其後高等法院僅將開賭人及一名英籍幫辦判囚，其餘賭館負責人則遞解出境。事後，警方進行整頓，將134人革職，包括4名英籍幫辦及2名英籍警目、西警14人、印警38人、華警及翻譯員76人。歷此大案後，香港賭風有所收斂，惟此案線人於案發兩個月後在廣州被殺，棄屍河中。[4][3]
- 7月3日，高等法院批准曹善允成為香港第2名華人執業律師。[1]
- 8月15日，中環畢打街爆發警匪槍戰，1名途人中彈喪生。[1]
- 9月18日，海傍151號屋1名婦人被謀殺。[5]
- 10月4日，輔政司駱克覆函孫中山，表示港府不容許任何人在港策動革命企圖推翻友好鄰邦，維持自1896年起計5年內對其本人的入境禁令。[2]
- 11月22日，當局頒佈《流氓處置條例》。[1]
- 12月3日，英國「中國協會」香港分會致電倫敦總會，希望英國在香港拓展界址問題上有所成就。[1]
- 12月13日，頒佈《收回小額租賃屋宇條例》。[3]
- 12月14日，俄國艦艇佔領旅順、大連，有見及此，港督威廉·羅便臣再次致函殖民地部就香港拓界一事立即採取行動。[3]
- 12月20日，立法局通過《取締公務員勒索受賄條例》。[3]
- 12月，兩廣總督譚鍾麟在與英國駐廣州領事交涉過程中，被逼表示中國可以同意將香港界址「略加展拓」，將香港附近一小塊土地租予英國。[3]
- 本年：
  - 政府財政收入為269萬港元，支出264萬。[1]
  - 總人口為248,170人[1]，外國人佔13,700名[1]。